# Two Buttes
Two Buttes é uma cidade  localizada no estado americano de Colorado, no Condado de Baca.

## Demografia
Segundo o censo americano de 2000, a sua população era de 67 habitantes.
Em 2006, foi estimada uma população de 60, um decréscimo de 7 (-10.4%).

## Geografia
De acordo com o United States Census Bureau tem uma área de
0,6 km², dos quais 0,6 km² cobertos por terra e 0,0 km² cobertos por água. Two Buttes localiza-se a aproximadamente 1252 m acima do nível do mar.

## Localidades na vizinhança
O diagrama seguinte representa as localidades num raio de 48 km ao redor de Two Buttes.